# Омае Генкі
Омае Генкі (яп. 大前 元紀; нар. 10 грудня 1989, Йокогама, Японія) — японський футболіст, нападник клубу «Зеспакусацу Ґумма».

## Життєпис
У 2008 році перейшов до «Сімідзу С-Палс». Регулярно почав грати на правому фланзі атаки починаючи з 2011 року. У сезоні 2012 року на позиції правого нападника відзначився 13-ма голами в 34-ох матчах Джей-ліги за «Сімідзу С-Палс». З клубом також дійшов до фіналу Кубку Джей-ліги 2012 року, на шляху до якого Омае в півфінальному (3:0) переможному поєдинку проти «Токіо» відзначився хет-триком. У фіналі турніру «Сімідзу С-Палс» поступився з рахунком (1:2) проти «Касіма Антлерс», Генкі відзначився голом, яким тимчасово зрівняв рахунок у матчі (1:1).
6 грудня 2012 року Омае підписав контракт з клубом німецької Бундесліги «Фортуна» (Дюссельдорф). 30 червня 2015 року підписав новий контракт з клубом. 20 січня 2013 року дебютував у Бундеслізі, коли замінив Андреаса Ламберца в програному (2:3) поєдинку проти «Аугсбурга». За підсумками сезону 2012/13 років зіграв 7 матчів в еліті німецького футболу, але його команда вилетіла до Другої Бундесліги. Наступного сезону зіграв 1 матч. У серпні 2013 року відправився в оренду до свого колишнього клубу «Сімідзу С-Палс»; орендна угода була розрахована до 31 травня 2014 року. У травні 2014 року перейшов до «Сімідзу С-Палс» на повноцінній основі. У сезоні 2015 року відзначився 11-ма голами, завдяки чому став найкращим бомбардиром команди, але його команда все ж понизився в класі. У жовтні того ж року з'явилася інформація, що «Віссел Кобе» намагався придбати його. Однак у 17-му раунді чемпіонату Японії 2016 року проти «Матіди» пропустив 3 місяці через перелом лівого ребра та забій легені. 11 вересня повернувся на футбольне поле в поєдинку проти «Монтедіо Ямаґата», в якому відзначився голом зі штрафного удару. За підсумками вище вказаного сезону «Сімідзу-С-Палс» посів друге місце в Джей-лізі 2 та повернувся до еліти японського футболу.
10 січня 2017 року перейшов до «Омії Ардії». 12 серпня в поєдинку 28-го туру Джей-ліги 2 відзначився дебютним хет-триком у кар'єрі, проти «Ехіме». Ставав найкращим бомбардиром Джей-ліги 2, при чому вперше за чотири роки — етнічний японець та як гравець «Омії». По завершенні сезону 2019 року, через відсутність стабільної ігрової практики, по завершенні терміну дії контракту залишив команду. У 2020 році приєднався до «Зеспакусацу Ґумма».
Зіграв декілька матчів за юнацьку збірну Японії (U-19).

## Стиль гри
Невисокий, але володіє хорошою швидкістю. Відзначався точністю ударів, тому часто виконував вільні та кутові удари.

## Статистика виступів

### Клубна
Станом на завершення сезону 2018 року
| Клуб                    | Сезон             | Ліга  | Ліга | Кубок1 | Кубок1 | Кубок Ліги2 | Кубок Ліги2 | Загалом | Загалом |
| Клуб                    | Сезон             | Матчі | Голи | Матчі  | Голи   | Матчі       | Голи        | Матчі   | Голи    |
| ----------------------- | ----------------- | ----- | ---- | ------ | ------ | ----------- | ----------- | ------- | ------- |
| «Сімідзу С-Палс»        | 2008              | 2     | 0    | 1      | 0      | 3           | 0           | 6       | 0       |
| «Сімідзу С-Палс»        | 2009              | 0     | 0    | 0      | 0      | 2           | 1           | 2       | 1       |
| «Сімідзу С-Палс»        | 2010              | 13    | 3    | 6      | 1      | 6           | 0           | 25      | 4       |
| «Сімідзу С-Палс»        | 2011              | 34    | 8    | 4      | 1      | 4           | 2           | 42      | 11      |
| «Сімідзу С-Палс»        | 2012              | 34    | 13   | 1      | 0      | 10          | 5           | 45      | 18      |
| «Фортуна» (Дюссельдорф) | 2012–13           | 7     | 0    | 0      | 0      | -           | -           | 7       | 0       |
| «Сімідзу С-Палс»        | 2013              | 14    | 7    | 0      | 0      | 0           | 0           | 14      | 7       |
| «Сімідзу С-Палс»        | 2014              | 34    | 6    | 5      | 3      | 6           | 2           | 26      | 7       |
| «Сімідзу С-Палс»        | 2015              | 32    | 11   | 4      | 1      | 0           | 0           | 36      | 12      |
| «Сімідзу С-Палс»        | 2016              | 29    | 18   | 1      | 0      | -           | -           | 30      | 18      |
| «Омія Ардія»            | 2017              | 25    | 2    | 1      | 0      | 3           | 0           | 29      | 2       |
| «Омія Ардія»            | 2018              | 41    | 24   | 1      | 0      | -           | -           | 42      | 24      |
| Усього за кар'єру       | Усього за кар'єру | 265   | 92   | 24     | 6      | 34          | 10          | 323     | 108     |

1Включаючи матчі в Кубку Імператора Японії та кубку Японії.
2включаючи матчі в Кубку Джей-ліги.

## Досягнення
- Найкращий бомбардир Джей-ліги 2: 2018